# NGC 5528
NGC 5528 је спирална галаксија у сазвежђу Волар која се налази на NGC листи објеката дубоког неба.
Деклинација објекта је + 8° 17' 35" а ректасцензија 14h 16m 19,8s. Привидна величина (магнитуда) објекта NGC 5528 износи 14,1 а фотографска магнитуда 14,9. NGC 5528 је још познат и под ознакама MCG 2-36-60, CGCG 74-153, PGC 50981.